# أولاف مولر
أولاف مولر Olaf Müller (ولد في 6 فبراير 1962 في لايبزيغ) هو كاتب و أديب ألماني.
درس اللاهوت و الأدب في المعهد الأدبي الألماني في لايبزيغ. ألف العديد من الروايات و القصص و المسرحيات وكتب سيناريوهات لعدد من الأفلام السينمائية.
من أعماله الأدبية: القصر الحبري 2000 – طقس شيليزيا 2003.